# Královy dcery

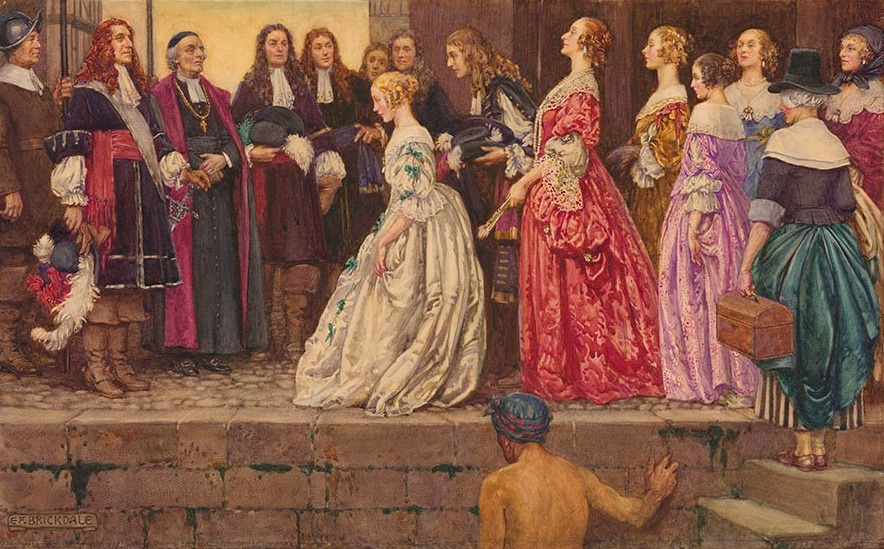
Jean Talon, biskup François de Laval a několik dalších osadníků vítají Královy dcery po jejich příjezdu. Malba Eleanor Fortescue-Brickdale

Královy dcery (francouzsky: filles du roi) je označení pro přibližně 800 francouzských žen, které v letech 1663–1673 emigrovaly do Nové Francie v rámci programu sponzorovaného králem Ludvíkem XIV. Program měl za cíl podpořit populační růst Nové Francie a podpořit zakládání rodin a vyšší porodnost. Termín označuje ženy a dívky, které byly naverbovány vládou a jejichž cesta do kolonie byla zaplacena králem. Občas byly také známé jako Královy schovanky.

## Počátek
Nová Francie měla ve svém počátku populaci, kterou tvořili především muži: vojáci, obchodníci s kožešinou a misionářští kněží. Osadníci začali zakládat farmy a v polovině 17. století panovala v Nové Francii nerovnováha mezi svobodnými muži a ženami. Malý počet emigrantek musel zaplatit za svou cestu a jen několik svobodných žen chtělo opustit domov a usadit se tvrdých a nehostinných podmínkách Nové Francie. Ve stejné době si úředníci povšimli narůstající populace konkurenčních anglických kolonií, které měly více rodin, a proto se obávali o schopnosti Francie, udržet si v Novém světě své teritoriální nároky.
Aby se zvýšila francouzská populace a počet rodin, intendant Nové Francie Jean Talon navrhl králi, aby sponzoroval cestu alespoň 500 ženám. Král souhlasil a počet žen byl nakonec téměř dvojnásobný. Ženy byly převážně ve věku 12 až 25 let, a než mohly být vybrány k imigraci do Nové Francie, muselo mnoho z nich předložit dopis s doporučením od kněze ze své farnosti. Měly se provdat za muže z kolonie a založit s nimi rodiny a farmy.
První kdo použil termín filles du roi ve svých spisech byla Marguerite Bourgeoys. Rozlišovalo se mezi Královými dcerami, které byly převezeny do Nové Francie a dostaly věno na královy náklady, a ženami, které emigrovaly dobrovolně za vlastní náklady. Jiní historikové používali chronologický rámec, aby určili, koho nazývat fille du roi. Výzkum historického gemografa Yvese Landryho stanovil, že počet filles du roi, které se usadily v Nové Francii v letech 1663–1673 byl celkem 770 až 850.
Termín „Královy dcery” měl naznačovat státní záštitu, nikoli královský nebo šlechtický původ. Většina žen byla vybrána z řad běžného lidu a skromných poměrů. Jako fille du roi žena obdržela královu podporu hned několika způsoby. Král zaplatil sto livrů Francouzské Východoindické společnosti za převoz každéženy, ale také za vybavení její truhly s výbavou. Koruna také platila za každou ženu její věno. To bylo původně stanoveno na 400 livrů, ale protožestátní pokladna nemohla takové výdaje vydat, mnoho z nich bylo jednoduše vyplaceno v naturáliích.
Ženy vybrané jako filles du roi a směly emigrovat do Nové Francie, byly podrobeny přísným standardům, které se zakládaly na jejich „morálním charakteru“ a na tom, zda byliy fyzicky dostatečně zdatné, aby přežily těžkou práci, kterou život v osadách vyžadoval. Koloniální úředníci poslali několik filles du roi zpátky do Francie, protože byly považovány za nedosahující standardům nastaveným králem a intendantem Nové Francie.
Stejně jako v případě většiny emigrantů, kteří odjeli z Francie do Nové Francie, 80% filles du roi pocházelo z Paříže, Normandie nebo ze západních regionů. Téměř polovina pocházela z oblasti Paříže, 16% z Normandie a 13% ze západní Francie. Většina pocházela z městských oblastí. Programu se výrazně napomáhala hlavní pařížská nemocnice Hôpital général de Paris a farnost u kostela svatého Sulpicia. Mnoho z těchto žen bylo sirotky vlastnící pouze skromné osobní majetky, a relativně nízkého vzdělání. Ze společenského hlediska, mladé ženy vzešly z různých společenských vrstev, ale všechny byly velmi chudé. Mohly tak pocházet z elitních rodin, které přišly o majetek nebo z početných rodin s dětmi, které z nichž některé „mohly postrádat”. Úředníci obvykle přiřazovali ženy z vyšších vrstev k důstojníkům nebo pánům žijícím v kolonii, někdy s nadějí, že se tito šlechtici ožení s mladými ženami a budou povzbuzen, aby zůstali v Kanadě namísto návratu do Francie. Několik žen, připlulo z evropských zemí jako Německa, Anglie a Portugalska.

## Začlenění do společnosti v Nové Francii

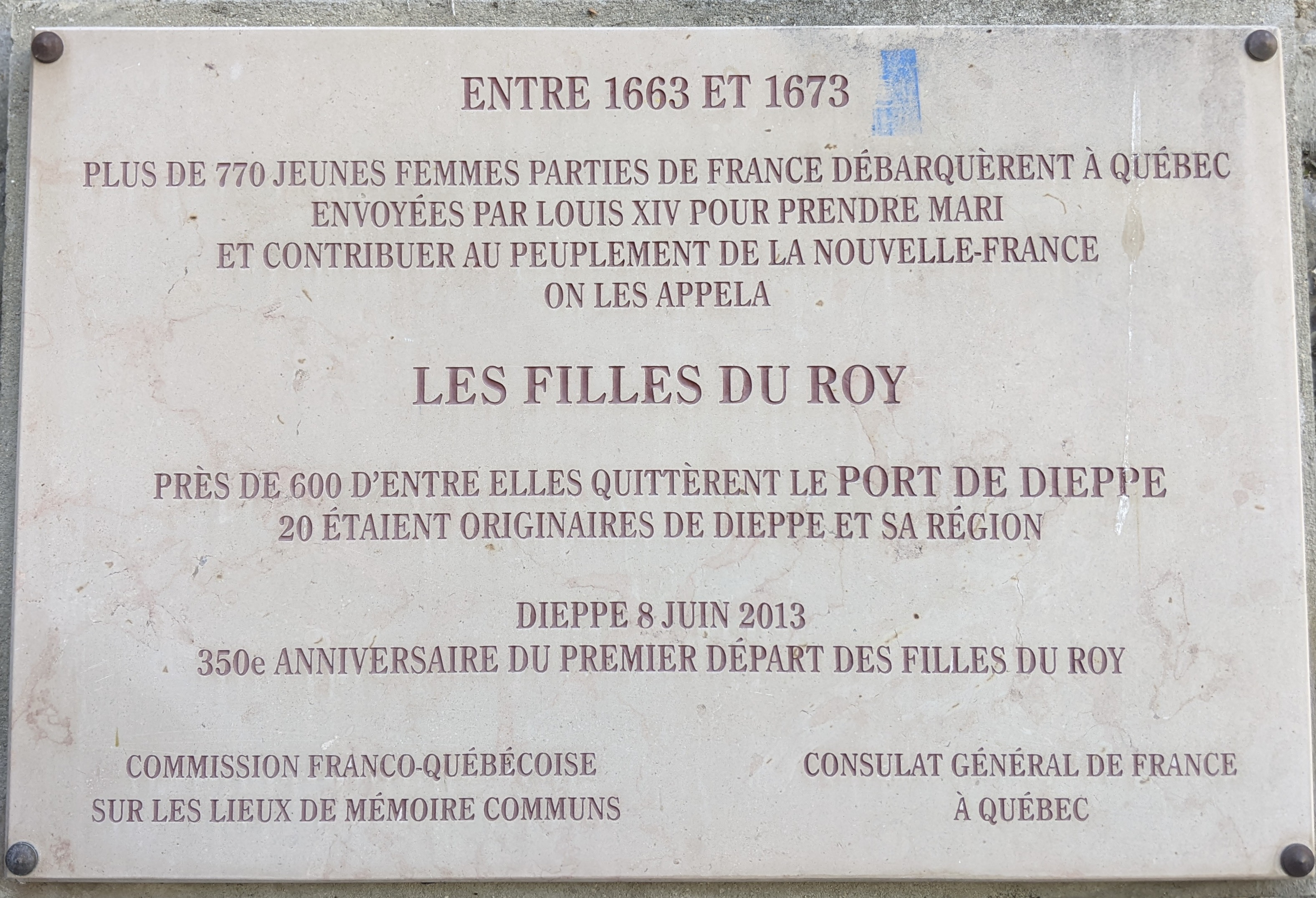
Pamětní deska v Dieppe ve Francii připomínající odjezd mnoha filles du roi z místního přístavu.

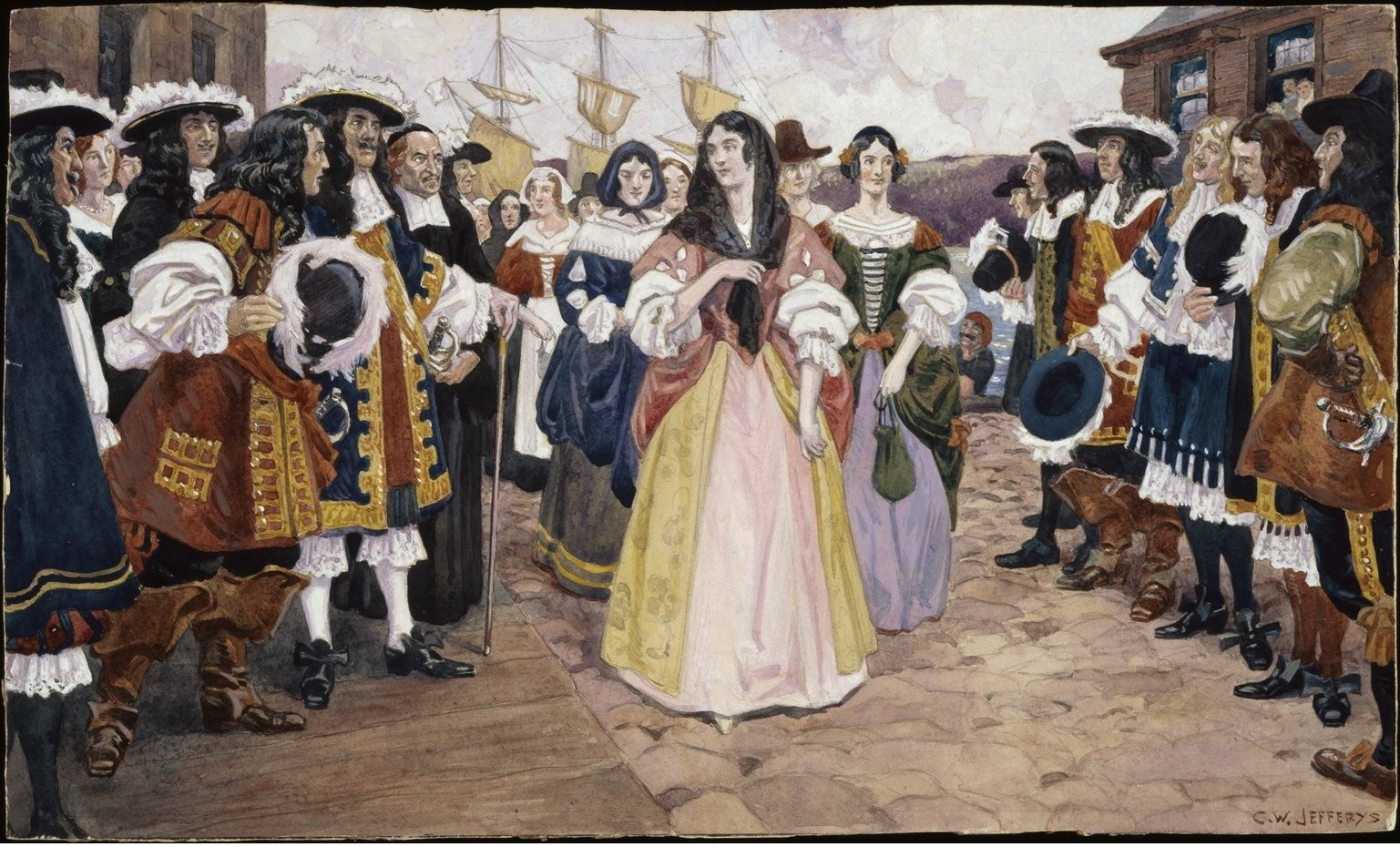
Příjezd francouzských dívek do Québecu, 1667 – C.W. Jefferys

Ženy se vylodily v Québecu, Trois-Rivières a v Montréalu. Po jejich příjezdu se jejich čas k nalezení manžela velmi různil. Některé manžela našly krátce během několika měsíců, jiné našly vhodného manžela během dvou až tří let. V rámci procesu, kterým bylo hledání manžela a uzavření manželství, většina párů volila oficiální zasnoubení v kostele za přítomnosti kněze a svědků. Poté některé páry směřovali k notáři, aby podepsali manželskou smlouvu. Svatby celebroval kněz, obvykle z farnosti ženina bydliště. Zatímco svatební ohlášky měly být podle zvyklostí vyhlášeny třikrát před konáním svatby, potřeba kolonie, aby se ženy rychle vdaly, vedla k tomu, že jen mělo svatební ohlášky jen málo filles du roi. Je známo že se v Nové Francii provdalo 737 filles du roi.
Svatební smlouvy představovaly ochranu žen z hlediska finančního zabezpečení v případě, že by se jim nebo manželovi něco stalo, a v možnosti svobodně anulovat svatební sliby, kdyby se muž, kterého si vybraly ukázal býti nekompatibilní. Značný počet filles du roi, které dorazily do Nové Francie v letech 1669 a 1671 zrušilo svatební smlouvu, možná z důvodu, že věno, kterého se jim dostalo je vedlo k neochotě, zůstat se snoubencem, se kterým byli nespokojeny.
Prvním z problémů, který nastal, byla neochota žen přizpůsobit se podmínkám nového života v zemědělství. Jak napsala Marie od Vtělení Guyart, filles du roi byly většinou městské dívky a pouze některé z nich znaly manuální práci na farmě. Tento problém přetrval, ale v pozdějších letech se vybíralo více dívek z venkova.
Přibližně 300 žen se v Nové Francii neprovdalo. Některé si cestu rozmyslely už v přístavu a nikdy neodpluly, jiné zemřely během cesty. Další se vrátily do Francie, kde se provdaly, a několik zůstalo svobodných.

### Integrace ve Ville-Marie
Ještě před Královými dcera byly ženy které emigrovaly do Ville-Marie, jinak zvaného Montréal, které byly vybrány společností Société Notre-Dame de Montréal založené v roce 1641 v Paříži. Mezi těmito ženami byly Jeanne Mance a Marguerite Bourgeoys. Když první filles du roi dorazily do Montréalu, ujala se jich Marguerite Bourgeoys. Nejprve zde nebylo žádné pohodlné ubytování, kam by ženy mohly být umístěny, ale v roce 1668 pro jejich ubytování Bourgeoys obstarala velký statek Maison Saint-Gabriel.

### Konec verbování a růst osad
Program se těšil velkému úspěchu. V roce 1660 bylo oznámeno, že většina dívek, která dorazila v předchozím roce již otěhotněla a v roce 1971 se filles du roi narodilo téměř 700 dětí. Kolonie se tak brzy měla stát zcela soběstačnou co se populace týče.
Na konci roku 1671, Talon navrhl, že další rok již nebude nutné sponzorovat dívkám cestu a král s ním souhlasil. Migrace byla na krátko obnovena v roce 1673, kdy král poslal dalších 60 dívek na žádost nového guvernéra Louise Buade de Frontenac, jednalo se však již o poslední plavbu sponzorovanou královskou pokladnou. Z přibližného počtu 835 sňatků emigrantů v kolonii během tohoto období, 774 zahrnovalo fille du roi. V roce 1672 populace Nové Francie vzrostla o 6700 oproti 3200 v roce 1663.

## Fámy a pověsti
Fámy, že filles du roi byly prostitutky se šířily již od začátku programu v 17. století. Zdá se že tyto fámy vzešly z několik nedorozumění týkající se migrace do francouzských kolonií a Nového světa. První fáma, podle které byla Kanada trestaneckou kolonií, se začala šířit ještě před vyplutím první fille du roi. Ačkoli v polovině 17. století proběhly dvě kampaně, které umožňovaly francouzským zločincům emigrovat do Kanady výměnou za vymazání jejich trestů, obě byly jen krátkého trvání. Tyto programy vedly především k vytvoření precedentu, který vnímal Kanadu jako místo, kam mohli být z různých důvodů posíláni lidé „pochybné morálky“.
Popularizace představy, že filles du roi byly zejména prostitutky, lze vysledovat k vyprávění barona de Lahontana o jeho čase v Nové Francii. Stejné tvrzení však uvádělo již několik dřívějších zdrojů, včetně Saint-Amanta, Tallemanta des Réaux a Paula LeJeuna. Ve svém vyprávění Lahontan označuje filles du roi za ženy „střední ctnosti“ a píše, že emigrovaly v naději na náboženské rozhřešení. Již v roce 1738 jeho popis zpochybnil Claude Le Beau ve svém vlastním cestopise o Nové Francii, stejně jako Pierre François Xavier de Charlevoix ve svém díle z roku 1744.
Z téměř 800 filles du roi byla pouze jedna, Catherine Guichelin, obviněna z prostituce, když žila v Kanadě, poté co ji opustil manžel. Dne 19. srpna 1675 stanula před Suveréní radou Nové Francie s obviněním z vykonávání „skandálního života a prostituce“. Její dvě děti byly adoptovány přáteli a Catherine byla vypovězena z Québecu. Údajně měla začít s prostitucí poté, co její manžel Nicolas Buteau opustil rodinu a vrátil se do Francie. Později porodila mnoho nemanželských dětí. Catherine Guichelin zrušila minimálně dvě manželské smlouvy. Po návratu do Sorelu, Québecu, poté do Montréalu, se ještě dvakrát vdala.
Lodě, které vezly filles du roi se plavily do po řece svatého Vavřince a zastavily nejprve v Quebécu, poté v Trois-Rivières a nakonec v Montreálu. Protože nejhezčí dívky měly nejsnazší cestu k nalezení manžela, mnoho z těchto imigrantek se usadilo v Québecu, který byl první zastávkou po připlutí.

## Významní potomci
- Saint André Bessette, potomek fille du roi Anne Le Seigneur.[26]
- Hillary Clinton, potomek fille du roi Madeleine Niel[27] a Jeanne Ducorps dite Leduc.[28]
- Angelina Jolie, potomek fille du roi Denise Colin.[29]
- Madonna (Madonna Louise Ciccone), potomek fille du roi  Anne Seigneur.[30] Předci její matky jsou všichni Francozští Kanaďané ze 17. století.[31]
- Slavný hokejsta Bernie Geoffrion byl přímým potomkem fille du roi Marie Priault. Krátce pos vém příjezdu v roce 1669 se provdala za Pierra Joffrion, farmáře a bývalého granátníka z regimentu Carignan-Salières.
- Louis Coutlée, jeden z potomků Catherine Guichelin se stal zakladatelem Ottawy, pozdějšího hlavního města Kanady. Byl z linie Marie Vacher, nemanželské dcery Catherine Guichelin. Stal se prvním šerifem Ottawy.[32] Jeho syn Dominique-Amable Coutlée byl členem Kanadského parlamentu.[33][34]
- Tom Bergeron, potomek fille du roi Marguerite Ardion.
- Chloë Sevigny, potomek fille du roi Marguerite Lamain.
- Andrée Champagne, potomek fille du roi Marguerite Samson a jejího manžela Jeana Beaugrand dit Champagne.[35]
- Rodolphe Girard, potomek fille du roi Isabelle Aupe a Pierra Lavoi.